# Рут Сімен
Рут Сімен (англ. Ruth Seeman; нар. 14 квітня 1963) — колишня новозеландська тенісистка.
Найвищу одиночну позицію світового рейтингу — 212 місце досягла 23 травня 1988, парну — 193 місце — 2 лютого 1987 року.
Здобула 1 одиночний титул туру ITF.

## Фінали ITF

### Одиночний розряд (1–2)
| Результат | Ранг | Дата          | Місце             | Покриття | Суперниця     | Рахунок  |
| --------- | ---- | ------------- | ----------------- | -------- | ------------- | -------- |
| Поразка   | 1.   | 6 липня 1986  | ITF Тампа, США    | Ґрунт    | Кетрін Кейл   | 6–7, 4–6 |
| Поразка   | 2.   | 20 липня 1986 | ITF Мідленд, США  | Ґрунт    | Карен Шимпер  | 3–6, 2–6 |
| Перемога  | 1.   | 5 червня 1989 | ITF Мілан, Італія | Ґрунт    | Нанне Дальман | 7–6, 6–3 |

### Парний розряд (0–3)
| Результат | Ранг | Дата           | Турнір               | Покриття | Партнерка       | Суперниці                     | Рахунок       |
| --------- | ---- | -------------- | -------------------- | -------- | --------------- | ----------------------------- | ------------- |
| Поразка   | 1.   | 14 липня 1986  | ITF Мідленд, США     | Ґрунт    | Елісон Скотт    | Катріна Адамс Соня Ген        | 6–2, 3–6, 4–6 |
| Поразка   | 2.   | 11 червня 1989 | ITF Мілан, Італія    | Ґрунт    | Клодін Толеафоа | Яюк Басукі Сузанна Вібово     | 7–5, 4–6, 2–6 |
| Поразка   | 3.   | 16 липня 1990  | ITF Шварцах, Австрія | Ґрунт    | Кора Ліннеман   | Інгелісе Дрігейс Луїс Флемінг | 2–6, 0–6      |